# Șîmkivți, Bilohirea
Șîmkivți (în ucraineană Шимківці) este un sat în comuna Kureankî din raionul Bilohirea, regiunea Hmelnîțkîi, Ucraina.

## Demografie
Componența lingvistică a localității Șîmkivți
     Ucraineană (99,56%)
     Alte limbi (0,44%)
Conform recensământului din 2001, majoritatea populației localității Șîmkivți era vorbitoare de ucraineană (99,56%), existând în minoritate și vorbitori de alte limbi.